# Goldmanns Weltraum Taschenbücher
Goldmanns Weltraum Taschenbücher, später Goldmann Science Fiction, war eine ab 1962 im Wilhelm Goldmann Verlag in München erscheinende Science-Fiction-Buchreihe.

## Geschichte
Nachdem 1960 der Heyne-Verlag eine erfolgreiche SF-Taschenbuchreihe gestartet hatte, entschloss man sich auch bei Goldmann, eine ähnliche Reihe herauszubringen. Anfangs wurden dabei überwiegend Titel aus der parallel erscheinenden Hardcover-Reihe Goldmanns Zukunftsromane als Taschenbuch nachgedruckt, der Austausch kehrte sich aber bald um. Ab 1964 erschienen in der Hardcover-Reihe Nachdrucke von Taschenbuch-Titeln und 1967 wurde die Hardcover-Reihe ganz eingestellt.
Vor allem in den ersten Jahren war das Programm der Weltraum-Taschenbücher durchaus anspruchsvoll, was sich auch dem großen Fundus noch nicht in deutscher Übersetzung erschienener angelsächsischer Science Fiction verdankte. Allerdings führte die Beschränkung des Umfangs auf 150 bis maximal 180 Seiten bei vielen Titeln zu teils brutalen Kürzungen, so wurde John Brunners The Jagged Orbit – in der englischen Taschenbuch-Ausgabe knapp 400 Seiten – bei Goldmann auf 189 Seiten gekürzt. Trotz solcher Kürzungen wurden die Ausgaben häufig als „Ungekürzte Ausgabe“ deklariert.
1973 war der Reihentitel mit Nr. 164 in Goldmann Science Fiction geändert worden.
Nachdem Goldmann 1977 von Bertelsmann gekauft worden war, wurden sowohl Erscheinungsbild als auch Konzept mehrfach geändert. Insbesondere erschien neben den eher technisch-utopisch orientierten Titeln zunehmend Fantasy.
Im Laufe der Zeit verlor die Reihe zunehmend an Gesicht, so dass der Zeitpunkt einer formalen Einstellung kaum auszumachen ist. Zahlreiche Titel und Serien, vor allem aus dem Bereich Fantasy und Romanadaptionen etwa aus den Star-Wars-, Star-Trek- und Rollenspielwelten, erschienen außer der Reihe und innerhalb der Reihe wurden mehrere Anläufe unternommen, ein wiedererkennbares Erscheinungsbild einzuführen, schließlich wurden diese aber ganz aufgegeben. Bis Ende der 1990er Jahre erschienen Fantasy-Titel in der Reihe Goldmann Fantasy. Inzwischen gehören sowohl Goldmann (seit 1977) als auch Heyne (seit 2003) zur Verlagsgruppe Random House, Science Fiction und Fantasy erscheinen dort heute vor allem bei Heyne und bei Blanvalet, einem weiteren Random-House-Imprint.

## Liste der Titel
Untenstehende Liste enthält alle Titel bis zur Übernahme durch Bertelsmann und der damit einhergehenden Umstellung des Nummernsystems auf 23…-Nummern (auf Nr. 252 folgte Nr. 23253).
| Nr. | Autor(en)                          | Deutscher Titel                                   | Jahr | Originaltitel                                       | Jahr       | Übersetzer                                             |
| --- | ---------------------------------- | ------------------------------------------------- | ---- | --------------------------------------------------- | ---------- | ------------------------------------------------------ |
| 001 | Isaac Asimov                       | Der fiebernde Planet                              | 1962 | The Currents of Space                               | 1952       | Iris und Rolf H. Foerster                              |
| 002 | Louis Charbonneau                  | Flucht zu den Sternen                             | 1962 | No Place on Earth                                   | 1958       | Iris und Rolf H. Foerster                              |
| 003 | Jack Williamson                    | Wing 4                                            | 1962 | The Humanoids                                       | 1949       | Otto Schrag                                            |
| 004 | Alan E. Nourse                     | Der sechste Mond                                  | 1962 | Trouble on Titan                                    | 1955       | Werner Gronwald                                        |
| 005 | Heinrich Hauser                    | Gigant Hirn                                       | 1962 |                                                     |            |                                                        |
| 006 | Arthur C. Clarke                   | Inseln im All                                     | 1962 | Islands in the Sky                                  | 1952       | Lothar Heinecke                                        |
| 007 | James Blish                        | Auch sie sind Menschen                            | 1962 | The Seedling Stars                                  | 1957       | Tony Westermayr                                        |
| 008 | John Wyndham                       | Die Kobaltblume (Erzählungen)                     | 1962 | The Seeds of Time                                   | 1956       | Tony Westermayr                                        |
| 009 | Arthur C. Clarke                   | Die sieben Sonnen                                 | 1962 | The City and the Stars                              | 1956       | Tony Westermayr                                        |
| 010 | John Wyndham                       | Kolonie im Meer                                   | 1962 | The Kraken Wakes                                    | 1953       | Lothar Heinecke                                        |
| 011 | Arthur C. Clarke                   | In den Tiefen des Meeres                          | 1962 | The Deep Range                                      | 1957       | Else von Hollander-Lossow                              |
| 012 | Alfred Bester                      | Sturm aufs Universum                              | 1962 | The Demolished Man                                  | 1953       | Heinz Otto                                             |
| 013 | Arthur C. Clarke                   | Projekt Morgenröte                                | 1963 | Sands of Mars                                       | 1952       | Herbert Roch                                           |
| 014 | Sergius Both                       | Planet der Verlorenen                             | 1963 |                                                     |            |                                                        |
| 015 | Clifford D. Simak                  | Das Tor zur anderen Welt (Erzählungen)            | 1963 | The Worlds of Clifford Simak                        | 1960       | Tony Westermayr                                        |
| 016 | Isaac Asimov                       | Sterne wie Staub                                  | 1963 | The Stars Like Dust                                 | 1951       | Else Sticken                                           |
| 017 | Poul Anderson                      | Hüter der Zeiten                                  | 1963 | Guardians of Time                                   | 1960       | Heinz Bingenheimer                                     |
| 018 | Herbert W. Franke                  | Der Orchideenkäfig                                | 1963 |                                                     |            |                                                        |
| 019 | Arthur C. Clarke                   | Die andere Seite des Himmels (Erzählungen)        | 1963 | The Other Side of the Sky                           | 1958       | Heinz Bingenheimer, Tony Westermayr                    |
| 020 | John Wyndham                       | Wem gehört die Erde?                              | 1963 | The Chrysalids                                      | 1953       | Tony Westermayr                                        |
| 021 | Herbert W. Franke                  | Das Gedankennetz                                  | 1963 |                                                     |            |                                                        |
| 022 | Charles Eric Maine                 | Heimweh nach der Erde                             | 1963 | Ho Owned the World                                  | 1960       | Heinz Bingenheimer                                     |
| 023 | Poul Anderson                      | Die Menschheit sucht Asyl                         | 1963 | Twilight World                                      | 1961       | Tony Westermayr                                        |
| 024 | James Blish                        | Stadt zwischen den Planeten                       | 1963 | Earthman, Come Home                                 | 1955       | Tony Westermayr                                        |
| 025 | Zenna Henderson                    | Wo ist unsere Welt?                               | 1964 | Pilgrimage: The Book of the People                  | 1961       | Heinz Bingenheimer                                     |
| 026 | Harry Harrison                     | Die Roboter rebellieren (Erzählungen)             | 1964 | War With the Robots                                 | 1962       | Tony Westermayr                                        |
| 027 | Arthur C. Clarke                   | Im Mondstaub versunken                            | 1964 | A Fall of Moondust                                  | 1961       | Tony Westermayr                                        |
| 028 | Robert A. Heinlein                 | Bürgerin des Mars                                 | 1964 | Podkayne of Mars                                    | 1963       | Tony Westermayr                                        |
| 029 | Charles Eric Maine                 | Zwei… Eins… Null                                  | 1964 | Count-Down                                          | 1959       | Tony Westermayr                                        |
| 030 | Robert A. Heinlein                 | Revolte im Jahre 2100 (Erzählungen)               | 1964 | Revolt in 2100                                      | 1953       | Tony Westermayr                                        |
| 031 | Mark Clifton                       | Der Berg aus Quarz                                | 1964 | Eight Keys to Eden                                  | 1960       | Tony Westermayr                                        |
| 032 | Clifford D. Simak                  | Raumstation auf der Erde                          | 1964 | Way Station                                         | 1963       | Tony Westermayr                                        |
| 033 | Eric Frank Russell                 | Ferne Sterne (Erzählungen)                        | 1964 | Far Stars                                           | 1961       | Bingenheimer bzw. Ernsting                             |
| 034 | Robert A. Heinlein                 | Die grünen Hügel der Erde (Erzählungen)           | 1964 | The Green Hills of Earth                            | 1951       | Tony Westermayr                                        |
| 035 | José van den Esch                  | Januar im Jahr 2000                               | 1964 | Janvier, an 2000 (keine Veröffentlichung bekannt)   | 1962       | Elisabeth Simon                                        |
| 036 | Clifford D. Simak                  | Als es noch Menschen gab (Erzählungen)            | 1964 | City                                                | 1952       | Tony Westermayr                                        |
| 037 | Herbert W. Franke                  | Der grüne Komet                                   | 1964 |                                                     |            |                                                        |
| 038 | Clifford D. Simak                  | Die unsichtbare Barriere                          | 1964 | Time ist the Simplest Thing                         | 1961       | Tony Westermayr                                        |
| 039 | Isaac Asimov                       | Radioaktiv…!                                      | 1964 | Pebble in the Sky                                   | 1950       | Iris und Rolf H. Foerster                              |
| 040 | Mark Clifton                       | MacKenzies Experiment (Erzählungen)               | 1964 |                                                     |            | Tony Westermayr                                        |
| 041 | Herbert W. Franke                  | Die Glasfalle                                     | 1964 |                                                     |            |                                                        |
| 042 | Poul Anderson                      | Der Untergang der Erde                            | 1964 | After Doomsday                                      | 1962, 1964 | Tony Westermayr                                        |
| 043 | Lawrence Schoonover                | Der rote Regen                                    | 1964 | Central Passage                                     | 1962       | Heinz Bingenheimer                                     |
| 044 | James Gunn                         | Der Gamma-Stoff                                   | 1964 | The Immortals                                       | 1962       | Tony Westermayr                                        |
| 045 | Clifford D. Simak                  | Der einsame Roboter (Erzählungen)                 | 1964 | All the Traps of Earth                              | 1962       | Tony Westermayr                                        |
| 046 | Arthur Sellings                    | Fremdling auf der Erde (Erzählungen)              | 1964 | Time Transfer                                       | 1956       | Hans-Ulrich Nichau                                     |
| 047 | Jeffery Lloyd Castle               | Raumstation E 1                                   | 1964 | Satellite E One                                     | 1954       | Tony Westermayr                                        |
| 048 | Lloyd Biggle, jr.                  | Für Menschen verboten                             | 1964 | All the Colours of Darkness                         | 1963       | Tony Westermayr                                        |
| 049 | Herbert W. Franke                  | Der Elfenbeinturm                                 | 1965 |                                                     |            |                                                        |
| 050 | Isaac Asimov                       | Wasser für den Mars (Erzählungen)                 | 1965 | The Martian Way                                     | 1955       | Iris und Rolf H. Foerster                              |
| 051 | Dean McLaughlin                    | Im Schatten der Venus                             | 1965 | The Fury from Earth                                 | 1963       | Hans-Ulrich Nichau                                     |
| 052 | Jeffery Lloyd Castle               | Raumschiff Omega                                  | 1965 | Vanguard to Venus                                   | 1957       | Tony Westermayr                                        |
| 053 | Daniel F. Galouye                  | Die gefangene Erde                                | 1965 | Lords of the Psychon                                | 1953       | Tony Westermayr                                        |
| 054 | Arthur C. Clarke                   | Verbannt in die Zukunft (Erzählungen)             | 1965 | Expedition to Earth                                 | 1963       | Tony Westermayr                                        |
| 055 | Algis Budrys                       | Die sanfte Invasion (Erzählungen)                 | 1965 | The Furious Future                                  | 1963, 1964 | Tony Westermayr                                        |
| 056 | James Blish                        | Das Zeichen des Blitzes                           | 1965 | The Star Dwellers                                   | 1961       | Tony Westermayr                                        |
| 057 | Daniel F. Galouye                  | Welt am Draht                                     | 1965 | Simulachron – 3                                     | 1964       | Tony Westermayr                                        |
| 058 | Randall Garrett                    | Das elektronische Genie                           | 1965 | Unwise Child                                        | 1962       | Tony Westermayr                                        |
| 059 | Pierre Boulle                      | Planet der Affen                                  | 1965 | La Planète des singes                               | 1963       | Alexandra und Gerhard Baumrucker                       |
| 060 | Daniel F. Galouye                  | Dunkles Universum                                 | 1965 | Dark Universe                                       | 1961       | Tony Westermayr                                        |
| 061 | Eugen Sänger (Hrsg.)               | Raumfahrt wohin? (Sachbuch)                       | 1965 |                                                     |            |                                                        |
| 062 | Herbert W. Franke                  | Die Stahlwüste                                    | 1965 |                                                     |            |                                                        |
| 063 | A. E. van Vogt                     | Die Denkmaschine                                  | 1966 | The Mind Cage                                       | 1957       | Tony Westermayr                                        |
| 064 | Robert Sheckley                    | Das geteilte Ich (Erzählungen)                    | 1966 | The Store of Infinity                               | 1960       | Tony Westermayr                                        |
| 065 | John Brunner                       | Anfrage an Pluto (Erzählungen)                    | 1966 | No Future in It                                     | 1962       | Tony Westermayr                                        |
| 066 | Howard Fast                        | Die neuen Menschen (Erzählungen)                  | 1966 | The Edge of Tomorrow                                | 1961       | Tony Westermayr                                        |
| 067 | Louis Charbonneau                  | Die Wunderdroge                                   | 1966 | Psychedelic-40                                      | 1964       | Hans-Ulrich Nichau                                     |
| 068 | John Brunner                       | Beherrscher der Träume                            | 1966 | Telepathist                                         | 1964, 1965 | Tony Westermayr                                        |
| 069 | Rex Gordon                         | Der Zeitfaktor                                    | 1966 | First Through Time (auch: The Time Factor)          | 1962       | Hans-Ulrich Nichau                                     |
| 070 | Arthur C. Clarke                   | Die letzte Generation                             | 1966 | Childhood’s End                                     | 1953       | Else von Hollander-Lossow                              |
| 071 | Clifford D. Simak                  | Blumen aus einer anderen Welt                     | 1966 | All Flesh Is Grass                                  | 1965       | Hans-Ulrich Nichau                                     |
| 072 | John Christopher                   | Insel ohne Meer                                   | 1966 | A Wrinkle in the Skin                               | 1965       | Hans-Ulrich Nichau                                     |
| 073 | Rick Raphael                       | Strahlen aus dem Wasser (Erzählungen)             | 1966 | The Thirst Quenchers                                | 1965       | Hans-Ulrich Nichau                                     |
| 074 | Charles Eric Maine                 | Dr. Gilleys Wunderwesen                           | 1966 | B.E.A.S.T.                                          | 1966       | Tony Westermayr                                        |
| 075 | Robert A. Heinlein                 | Tür in die Zukunft                                | 1967 | Die Door into Summer                                | 1956, 1957 | Tony Westermayr                                        |
| 076 | Louis Charbonneau                  | Tod eines Roboters                                | 1967 | Down to Earth                                       | 1967       | Tony Westermayr                                        |
| 077 | Darrel T. Langart                  | Die fremde Macht                                  | 1967 | Anything You Can Do                                 | 1963       | Tony Westermayr                                        |
| 078 | John Brunner                       | Botschaft aus dem All                             | 1967 | The Long Result                                     | 1965       | Hans-Ulrich Nichau                                     |
| 079 | Robert A. Heinlein                 | Die Ausgestoßenen der Erde                        | 1967 | Methuselah’s Children                               | 1958       | Tony Westermayr                                        |
| 080 | John Brunner                       | Transit ins All                                   | 1967 | The Day of the Star Cities                          | 1965       | Tony Westermayr                                        |
| 081 | Robert Sheckley                    | Utopia mit kleinen Fehlern (Erzählungen)          | 1967 | Citizen in Space                                    | 1955       | Tony Westermayr                                        |
| 082 | Kate Wilhelm                       | Leben ohne Tod                                    | 1967 | The Nevermore Affair                                | 1966       | Norbert Wölfl                                          |
| 083 | Arthur C. Clarke                   | Unter den Wolken der Venus (Erzählungen)          | 1967 | Tales of Ten Worlds                                 | 1962       | Tony Westermayr                                        |
| 084 | Gertrude Friedberg                 | Ruf aus dem Weltraum                              | 1967 | The Revolving Boy                                   | 1966       | Hans-Ulrich Nichau                                     |
| 085 | Walter Tevis                       | Spion aus dem All                                 | 1967 | The Man Who Fell to Earth                           | 1963       | Tony Westermayr                                        |
| 086 | Keith Roberts                      | Der Neptun-Test                                   | 1967 | The Furies                                          | 1965, 1966 | Hans-Ulrich Nichau                                     |
| 087 | Daniel F. Galouye                  | Weltraumschiff »Nina« meldet                      | 1968 | The Lost Perception                                 | 1966       | Hans-Ulrich Nichau                                     |
| 088 | Zenna Henderson                    | Aufbruch ins All (Erzählungen)                    | 1968 | The People: No Different Flesh                      | 1967       | Hans-Ulrich Nichau                                     |
| 089 | Frederik Pohl                      | Die Macht der Tausend                             | 1968 | A Plague of Pythons                                 | 1965       | Tony Westermayr                                        |
| 090 | Leslie Purnell Davies              | Der Mann aus der Zukunft                          | 1968 | The Artificial Man                                  | 1965       | Tony Westermayr                                        |
| 091 | E. C. Tubb                         | Käfig der Zeit                                    | 1968 | Death Is a Dream                                    | 1967       | Hans-Ulrich Nichau                                     |
| 092 | Damon Knight                       | Welt ohne Maschinen (Erzählungen)                 | 1968 | Three Novels                                        | 1967       | Tony Westermayr                                        |
| 093 | E. C. Tubb                         | Projekt Ming-Vase (Erzählungen)                   | 1968 | Ten from Tomorrow                                   | 1966       | Hans-Ulrich Nichau                                     |
| 094 | D. F. Jones                        | Colossus                                          | 1968 | Colossus                                            | 1966       | Tony Westermayr                                        |
| 095 | Terry Carr (Hrsg.)                 | Die Superwaffe (Anthologie)                       | 1968 | Science Fiction for People Who Hate Science Fiction | 1966       | Hans-Ulrich Nichau                                     |
| 096 | Lloyd Biggle, jr.                  | Spiralen aus dem Dunkel                           | 1968 | Watchers of the Dark                                | 1966       | Tony Westermayr                                        |
| 097 | Harry Harrison                     | Brüder im All (Erzählungen)                       | 1968 | Two Tales and Eight Tomorrows                       | 1965       | Hans-Ulrich Nichau                                     |
| 098 | Lloyd Biggle, jr.                  | Verbrechen in der Zukunft (Erzählungen)           | 1968 | The Rule of the Door and other Fanciful Regulations | 1967       | Tony Westermayr                                        |
| 099 | Richard Cowper                     | Phönix                                            | 1969 | Phoenix                                             | 1968       | Hans-Ulrich Nichau                                     |
| 100 | Lloyd Biggle, jr.                  | Fanfaren der Freiheit                             | 1969 | The Still, Small Voice of Trumpets                  | 1968       | Tony Westermayr                                        |
| 101 | Arthur Sellings                    | Elixier der Unsterblichkeit (Erzählungen)         | 1969 | The Long Eureka                                     | 1968       | Hans-Ulrich Nichau                                     |
| 102 | Richard Cowper                     | Morgen der Unendlichkeit                          | 1969 | Breakthrough                                        | 1967       | Hans-Ulrich Nichau                                     |
| 103 | Harry Harrison                     | New York 1999                                     | 1969 | Make Room! Make Room!                               | 1966       | Tony Westermayr                                        |
| 104 | Douglas Warner                     | Sturm des Verderbens                              | 1969 | Death on a Warm Wind                                | 1968       | Hans-Ulrich Nichau                                     |
| 105 | Kate Wilhelm                       | Geschenk von den Sternen (Erzählungen)            | 1969 | Andover and the Android                             | 1969       | Wulf Bergner                                           |
| 106 | Kenneth Bulmer                     | Tod auf Widerruf                                  | 1969 | The Doomsday Men                                    | 1968       | Tony Westermayr                                        |
| 107 | Douglas R. Mason                   | Stadt unter Glas                                  | 1969 | From Carthage Then I Came                           | 1966       | Hans-Ulrich Nichau                                     |
| 108 | C. M. Kornbluth                    | Herold im All (Erzählungen)                       | 1969 | Best Science Fiction of C. M. Kornbluth             | 1969       | Hans-Ulrich Nichau                                     |
| 109 | Lloyd Biggle, jr.                  | Invasion der Supermenschen                        | 1969 | The Angry Espers                                    | 1961       | Tony Westermayr                                        |
| 110 | Robert Sheckley                    | Die Menschenfalle (Erzählungen)                   | 1969 | The People Trap                                     | 1968       | Norbert Wölfl                                          |
| 111 | Michael Moorcock                   | Eiszeit 4000                                      | 1970 | The Ice Schooner                                    | 1969       | Hans-Ulrich Nichau                                     |
| 112 | Philip K. Dick                     | Zehn Jahre nach dem Blitz                         | 1970 | The Penultimate Truth                               | 1964       | Tony Westermayr                                        |
| 113 | E. C. Tubb                         | Rückkehr zur Erde                                 | 1970 | Escape into Space                                   | 1969       | Wulf Bergner                                           |
| 114 | Philip E. High                     | Verbotene Wirklichkeit                            | 1970 | Reality Forbidden                                   | 1967       | Tony Westermayr                                        |
| 115 | John Brunner                       | Morgen geht die Welt aus den Angeln               | 1970 | The Jagged Orbit                                    | 1969       | Tony Westermayr                                        |
| 116 | D. F. Jones                        | Implosion                                         | 1970 | Implosion                                           | 1967       | Wulf Bergner                                           |
| 117 | Brian N. Ball                      | Im Zeitbrennpunkt                                 | 1970 | Timepiece                                           | 1968       | Hans-Ulrich Nichau                                     |
| 118 | Joseph Green                       | Experiment Genius (Erzählungen)                   | 1970 | An Affair with Genius                               | 1969       | Hans-Ulrich Nichau                                     |
| 119 | John Rankine                       | Die Weisman-Idee                                  | 1970 | The Weisman-Experiment                              | 1969       | Tony Westermayr                                        |
| 120 | Douglas R. Mason                   | Matrix                                            | 1970 | Matrix                                              | 1970       | Tony Westermayr                                        |
| 121 | Alexander Malec                    | Sperrzone Mond (Erzählungen)                      | 1970 | Extrapolasis                                        | 1967       | Norbert Wölfl                                          |
| 122 | Alexei Panshin                     | Welt zwischen den Sternen                         | 1970 | Rite of Passage                                     | 1968       | Norbert Wölfl                                          |
| 123 | Philip K. Dick                     | Und die Erde steht still                          | 1971 | Eye in the Sky                                      | 1957       | Hans-Ulrich Nichau                                     |
| 124 | Bob Shaw                           | Die blendendweiße Sonne                           | 1971 | The Palace of Eternity                              | 1969       | Tony Westermayr                                        |
| 125 | Robert Silverberg                  | Zeitpatrouille                                    | 1971 | Up the Line                                         | 1969       | Tony Westermayr                                        |
| 126 | Philip K. Dick                     | Die seltsame Welt des Mr. Jones                   | 1971 | The World Jones Made                                | 1956       | Tony Westermayr                                        |
| 127 | Alan E. Nourse                     | Die verbotene Wissenschaft                        | 1971 | The Mercy Men                                       | 1955, 1968 | Tony Westermayr                                        |
| 128 | Bob Shaw                           | Die Zweizeitmenschen                              | 1971 | The Two-Timers                                      | 1968       | Tony Westermayr                                        |
| 129 | Kenneth Harker                     | Die Sonne wird kälter                             | 1971 | The Flowers of February                             | 1970       | Hans-Ulrich Nichau                                     |
| 130 | Emil Petaja                        | Zwischen Gestern und Niemals                      | 1971 | The Time Twister                                    | 1968       | Hans-Ulrich Nichau                                     |
| 131 | Philip K. Dick                     | Hauptgewinn: Die Erde                             | 1971 | Solar Lottery                                       | 1956       | Hans-Ulrich Nichau                                     |
| 132 | Louis Charbonneau                  | Der Gott der Perfektion                           | 1971 | Barrier World                                       | 1970       | Tony Westermayr                                        |
| 133 | Christopher Priest                 | Zurück in die Zukunft                             | 1971 | Indoctrinaire                                       | 1970       | Tony Westermayr                                        |
| 134 | Frederik Pohl                      | Die Welt wird umgepolt (Erzählungen)              | 1971 | Tomorrow Times Seven                                | 1959       | Tony Westermayr                                        |
| 135 | Donald A. Wollheim                 | Wie weit ist es nach Babylon? (Erzählungen)       | 1972 | Two Dozen Dragon Eggs                               | 1969       | Tony Westermayr                                        |
| 136 | C. M. Kornbluth & Frederik Pohl    | Welt auf neuen Bahnen                             | 1972 | Wolfbane                                            | 1969       | Tony Westermayr                                        |
| 137 | Bob Shaw                           | Qualen der Unsterblichkeit                        | 1972 | One Million Tomorrows                               | 1970       | Tony Westermayr                                        |
| 138 | Philip E. High                     | Planet der Schmetterlinge                         | 1972 | Butterfly Planet                                    | 1971       | Tony Westermayr                                        |
| 139 | Ron Goulart                        | Maschinenschaden (Erzählungen)                    | 1972 | Broke Down Engine                                   | 1971       | Tony Westermayr                                        |
| 140 | Bob Shaw                           | Menschen im Nullraum                              | 1972 | Night Walk                                          | 1967       | Tony Westermayr                                        |
| 141 | Charles Eric Maine                 | Die Brücke über den Saturn                        | 1972 | The Random Factor                                   | 1970       | Tony Westermayr                                        |
| 142 | Michael Elder                      | Die fremde Erde                                   | 1972 | The Alien Earth                                     | 1971       | Norbert Wölfl                                          |
| 143 | Harry Harrison                     | Primzahl (Erzählungen)                            | 1972 | Prime Number                                        | 1970       | Norbert Wölfl                                          |
| 144 | Louis Charbonneau                  | Die Übersinnlichen                                | 1972 | The Sensitives                                      | 1968       | Tony Westermayr                                        |
| 145 | Eric Frank Russell                 | Plus X                                            | 1972 | The Space Willies                                   | 1958       | Tony Westermayr                                        |
| 146 | Richard Matheson                   | Der letzte Tag (Erzählungen)                      | 1972 | The Shores of Space                                 | 1957       | Tony Westermayr                                        |
| 147 | D. F. Jones                        | Laß die Blumen stehen                             | 1973 | Don’t Pick the Flowers                              | 1971       | Tony Westermayr                                        |
| 148 | Frederik Pohl                      | Mondschein auf dem Mars (Erzählungen)             | 1973 | Turn Left at Thursday                               | 1961       | Tony Westermayr                                        |
| 149 | Howard Berk                        | Das Zeichen der Lemminge                          | 1973 | The Sun Grows Cold                                  | 1971       | Tony Westermayr                                        |
| 150 | Hugh Darrington                    | Satellit auf falscher Bahn                        | 1973 | Gravitor                                            | 1971       | Norbert Wölfl                                          |
| 151 | James Ross                         | Im Namen der Menschheit                           | 1973 | The God Killers                                     | 1971       | Wulf Bergner                                           |
| 152 | Harlan Ellison                     | Der silberne Korridor (Erzählungen)               | 1973 | Ellison Wonderland                                  | 1962       | Tony Westermayr                                        |
| 153 | Bob Shaw                           | Die Antikriegs-Maschine                           | 1973 | Ground Zero Man                                     | 1971       | Wulf Bergner                                           |
| 154 | Christopher Priest                 | Schwarze Explosion                                | 1973 | Fugue on a Darkening Island                         | 1972       | Tony Westermayr                                        |
| 155 | Kris Neville                       | Experimental-Station                              | 1973 | Mission: Manstop                                    | 1971       | Tony Westermayr                                        |
| 156 | Michael Moorcock                   | Zerschellt in der Zeit                            | 1973 | The Rituals of Infinity                             | 1971       | Norbert Wölfl                                          |
| 157 | Winfried Bruckner                  | Tötet ihn!                                        | 1973 |                                                     |            |                                                        |
| 158 | Eric Frank Russell                 | Sechs Welten von hier (Erzählungen)               | 1973 | Six Worlds Yonder/Deep Space                        | 1954, 1958 | Tony Westermayr                                        |
| 159 | Richard Cowper                     | Welt ohne Sonne                                   | 1973 | Kuldesak                                            | 1972       | Tony Westermayr                                        |
| 160 | Kris Neville                       | Jenseits der Mondumlaufbahn                       | 1973 | The Mutants                                         | 1966       | Tony Westermayr                                        |
| 161 | Edgar Pangborn                     | Gute Nachbarn und andere Unbekannte (Erzählungen) | 1973 | Good Neighbours and Other Strangers                 | 1972       | Jürgen Saupe                                           |
| 162 | Richard Cowper                     | Homunkulus 2072                                   | 1973 | Clone                                               | 1972       | Tony Westermayr                                        |
| 163 | T. J. Bass                         | Die Ameisenkultur                                 | 1973 | Half Past Human                                     | 1971       | Wulf Bergner                                           |
| 164 | Brian N. Ball                      | Die Nacht der Roboter                             | 1973 | Night of the Robots                                 | 1972       | Tony Westermayr                                        |
| 165 | Christopher Priest                 | Transplantationen (Erzählungen)                   | 1973 | Real-Time World                                     | 1972       | Tony Westermayr                                        |
| 166 | Douglas R. Mason                   | Das Janus-Syndrom                                 | 1974 | The Janus Syndrome                                  | 1969       | Tony Westermayr                                        |
| 167 | Robert Sheckley                    | Der grüne Jademond (Erzählungen)                  | 1974 | Can You Feel Anything When I Do This?               | 1971       | Tony Westermayr                                        |
| 168 | Lester del Rey                     | Psi-Patt                                          | 1974 | Pstalemate                                          | 1971       | Tony Westermayr                                        |
| 169 | Brian N. Ball                      | Zeitpunkt Null                                    | 1974 | Timepit                                             | 1971       | Wulf Bergner                                           |
| 170 | Philip K. Dick                     | Vulkan 3                                          | 1974 | Vulcan’s Hammer                                     | 1960       | Tony Westermayr                                        |
| 171 | Isaac Asimov                       | Der fiebernde Planet                              | 1974 | The Currents of Space                               | 1952       | Iris und Rolf H. Foerster                              |
| 172 | Bob Shaw                           | Augen der Vergangenheit                           | 1974 | Other Days, Other Eyes                              | 1972       | Tony Westermayr                                        |
| 173 | Pierre Boulle                      | Planet der Affen                                  | 1974 | La Planète des singes                               | 1963       | Alexandra und Gerhard Baumrucker                       |
| 174 | Lloyd Biggle                       | Die Muse aus dem All (Erzählungen)                | 1974 | The Metallic Muse                                   | 1972       | Tony Westermayr                                        |
| 175 | Kenneth Bulmer                     | Kontrollstation Altimus                           | 1974 | On the Symb-Socket Circuit                          | 1972       | Wulf Berger                                            |
| 176 | Bob Shaw                           | Cocktailparty im All (Erzählungen)                | 1974 | Tomorrow Lies in Ambush                             | 1973       | Tony Westermayr                                        |
| 177 | Leslie Purnell Davies              | Reise ins Zwielicht                               | 1974 | Twilight Journey                                    | 1967       | Norbert Wölfl                                          |
| 178 | Harry Harrison                     | Der große Tunnel                                  | 1974 | Tunnel Through the Deeps                            | 1972       | Tony Westermayr                                        |
| 179 | James Blish                        | Irgendwann (Erzählungen)                          | 1974 | Anywhen                                             | 1970       | Norbert Wölfl                                          |
| 180 | Ron Goulart                        | Als alles auseinanderfiel                         | 1974 | After Things Fell Apart                             | 1970       | Jürgen Saupe                                           |
| 181 | Theodore Sturgeon                  | Venus plus X                                      | 1974 | Venus plus X                                        | 1960       | Tony Westermayr                                        |
| 182 | Lester del Rey                     | Marsfieber                                        | 1974 | Badge of Infamy                                     | 1957       | Tony Westermayr                                        |
| 183 | Richard Wilson                     | Zwölf Schritte in eine bessere Welt (Erzählungen) | 1974 | Time Out for Tomorrow                               | 1962       | Wulf Bergner                                           |
| 184 | Theodore Sturgeon                  | Sein Name war Mensch (Erzählungen)                | 1974 | Sturgeon is Alive and Well…                         | 1971       | Tony Westermayr                                        |
| 185 | Richard Cowper                     | Gefährliches Paradies                             | 1974 | Time Out of Mind                                    | 1973       | Tony Westermayr                                        |
| 186 | James Blish                        | Eine Handvoll Sterne (Erzählungen)                | 1974 | Galactic Cluster                                    | 1959       | Tony Westermayr                                        |
| 187 | Theodore Sturgeon                  | Die lebenden Steine                               | 1974 | The Dreaming Jewels                                 | 1950       | Tony Westermayr                                        |
| 188 | Theodore Sturgeon                  | Das Geheimnis von Xanadu (Erzählungen)            | 1974 | The Worlds of Theodore Sturgeon (I)                 | 1972       | Tony Westermayr                                        |
| 189 | Theodore Sturgeon                  | Tausend Schiffe am Himmel (Erzählungen)           | 1974 | The Worlds of Theodore Sturgeon (II)                | 1972       | Tony Westermayr                                        |
| 190 | Daniel F. Galouye                  | Jenseits der Barrieren (Erzählungen)              | 1975 | The Last Leap and Other Stories of the Super Mind   | 1964       | Tony Westermayr                                        |
| 191 | Poul Anderson                      | Terra gegen Avalon                                | 1975 | The People of the Wind                              | 1973       | Tony Westermayr                                        |
| 192 | Theodore Sturgeon                  | Licht von den Sternen (Erzählungen)               | 1975 | Starshine                                           | 1966       | Tony Westermayr                                        |
| 193 | Bob Shaw                           | Die grünen Inseln                                 | 1975 | Shadow of Heaven                                    | 1969       | Tony Westermayr                                        |
| 194 | C. M. Kornbluth                    | Die Worte des Guru (Erzählungen)                  | 1975 | A Mile Beyond the Moon                              | 1958       | Tony Westermayr                                        |
| 195 | Theodore Sturgeon                  | Der Gott des Mikrokosmos (Erzählungen)            | 1975 | Caviar                                              | 1955       | Tony Westermayr                                        |
| 196 | Lester del Rey                     | Götter und Golems (Erzählungen)                   | 1975 | Gods and Golems                                     | 1973       | Tony Westermayr                                        |
| 197 | Wilson Tucker                      | Das Jahr der stillen Sonne                        | 1975 | The Year of the Quiet Sun                           | 1970       | Wulf Bergner                                           |
| 198 | Daniel F. Galouye                  | Das Reich der Tele-Puppen                         | 1975 | Project Barrier                                     | 1968       | Tony Westermayr                                        |
| 199 | Darko Suvin (Hrsg.)                | Andere Welten, andere Meere (Anthologie)          | 1975 | Other Worlds, Other Seas                            | 1970       | N. Wölfl, W. Bergner, T. Westermayr, F. A. Hofschuster |
| 200 | Theodore Sturgeon                  | Prognose: Positiv (Erzählungen)                   | 1975 | The Joyous Invasion                                 | 1965       | Tony Westermayr                                        |
| 201 | Damon Knight                       | Die Analog-Maschine                               | 1975 | Analogue Men                                        | 1955       | Tony Westermayr                                        |
| 202 | Dean McLaughlin                    | Noch tausend Meilen                               | 1975 | The Man Who Wanted Stars                            | 1965       | Tony Westermayr                                        |
| 203 | Robert Silverberg                  | Die Schatten dunkler Flügel (Erzählungen)         | 1975 | The Cube Root of Uncertainty                        | 1970       | Tony Westermayr                                        |
| 204 | Richard Cowper                     | Zwei Welten – Ein Gedanke                         | 1975 | World Apart                                         | 1974       | Tony Westermayr                                        |
| 205 | Frederik Pohl                      | Jenseits der Sonne (Erzählungen)                  | 1975 | The Gold at the Starbow’s End                       | 1972       | Tony Westermayr                                        |
| 206 | Brian N. Ball                      | Erstarrt in der Zeit                              | 1975 | Singularity Station                                 | 1973       | Tony Westermayr                                        |
| 207 | James White                        | Das Schwarze Inferno                              | 1975 | Lifeboat                                            | 1973       | Tony Westermayr                                        |
| 208 | Damon Knight                       | Welt ohne Kinder                                  | 1975 | World Without Children/The Earth Quarter            | 1970       | Tony Westermayr                                        |
| 209 | James Blish                        | Die Supernova                                     | 1975 | And All the Stars a Stage                           | 1971       | Tony Westermayr                                        |
| 210 | G. C. Edmondson                    | Kleines Schiff im Strom der Zeit                  | 1975 | The Ship That Sailed the Time Stream                | 1965       | Tony Westermayr                                        |
| 211 | Larry Niven                        | Der Baum des Lebens                               | 1975 | Protector                                           | 1973       | Tony Westermayr                                        |
| 212 | Robert Silverberg                  | Visum für den Sirius (Erzählungen)                | 1975 | Needle in a Timestack                               | 1966       | Tony Westermayr                                        |
| 213 | Poul Anderson                      | Zwischen den Milchstraßen (Erzählungen)           | 1975 | The Queen of Air and Darkness and Other Stories     | 1973       | Tony Westermayr                                        |
| 214 | D. F. Jones                        | Der Sturz des Colossus                            | 1976 | The Fall of Colossus                                | 1974       | Wulf Bergner                                           |
| 215 | Frederik Pohl                      | Invasion vom Sirius (Erzählungen)                 | 1976 | The Abominable Earthman                             | 1963       | Tony Westermayr                                        |
| 216 | Bob Shaw                           | Orbitsville                                       | 1976 | Orbitsville                                         | 1975       | Tony Westermayr                                        |
| 217 | Frederik Pohl                      | Venus nähert sich der Erde                        | 1976 | Slave Ship                                          | 1957       | Tony Westermayr                                        |
| 218 | Martin Caidin                      | Die Straße der Götter                             | 1976 | High Crystal                                        | 1974       | Tony Westermayr                                        |
| 219 | James Gunn                         | Zeichen aus einer anderen Welt (Erzählungen)      | 1976 | Breaking Point                                      | 1972       | Tony Westermayr                                        |
| 220 | Gordon R. Dickson & Harry Harrison | Kurs auf 20 B-40                                  | 1976 | Lifeboat                                            | 1975       | Tony Westermayr                                        |
| 221 | Larry Niven                        | Letztes Signal von Alpha Centauri (Erzählungen)   | 1976 | The Shape of Space                                  | 1969       | Tony Westermayr                                        |
| 222 | James White                        | Das Prometheus-Projekt                            | 1976 | All Judgement Fled                                  | 1969       | Thomas Schluck                                         |
| 223 | Larry Niven                        | Neutron Star (Erzählungen)                        | 1976 | Neutron Star                                        | 1968       | Tony Westermayr                                        |
| 224 | Frederik Pohl & C. M. Kornbluth    | Die gläsernen Affen                               | 1976 | Gladiator at Law                                    | 1955       | Tony Westermayr                                        |
| 225 | Damon Knight                       | Babel II (Erzählungen)                            | 1976 | Far Out                                             | 1961       | Tony Westermayr                                        |
| 226 | Martin Caidin                      | Der korrigierte Mensch                            | 1976 | Cyborg                                              | 1972       | Tony Westermayr                                        |
| 227 | Larry Niven                        | Die Lücke im System (Erzählungen)                 | 1976 | A Hole in Space                                     | 1974       | Tony Westermayr                                        |
| 228 | Richard Cowper                     | Dämmerung auf Briareus                            | 1976 | The Twilight of Briareus                            | 1974       | Tony Westermayr                                        |
| 229 | Fritz Leiber                       | Spekulationen (Erzählungen)                       | 1976 | The Secret Songs                                    | 1968       | Tony Westermayr                                        |
| 230 | Robert P. Holdstock                | Im Tal der Statuen                                | 1976 | Eye Among the Blind                                 | 1976       | Tony Westermayr                                        |
| 231 | James Gunn                         | Die Venus-Fabrik (Erzählungen)                    | 1976 | Future-Imperfect                                    | 1964       | Tony Westermayr                                        |
| 232 | G. C. Edmondson                    | Die A.N.D.E.R.E.N.                                | 1976 | T.H.E.M.                                            | 1974       | Tony Westermayr                                        |
| 233 | Theodore Sturgeon                  | Nach dem Exodus (Erzählungen)                     | 1976 | The Case and the Dreamer                            | 1974       | Tony Westermayr                                        |
| 234 | G. C. Edmondson                    | Wann erobern wir die Welt                         | 1976 | Chapayeca                                           | 1971       | Tony Westermayr                                        |
| 235 | John Brunner                       | Der galaktische Verbraucherservice                | 1976 | Time Jump                                           | 1973       | Tony Westermayr                                        |
| 236 | Bob Shaw                           | Magniluct                                         | 1976 | A Wreath of Stars                                   | 1976       | Tony Westermayr                                        |
| 237 | G. C. Edmondson                    | Der Aluminium-Mann                                | 1976 | The Aluminum Man                                    | 1975       | Tony Westermayr                                        |
| 238 | Brian W. Aldiss                    | Alle Tränen dieser Erde (Erzählungen)             | 1977 | The Book of Brian W. Aldiss                         | 1972       | Tony Westermayr                                        |
| 239 | Zach Hughes                        | Die Rote Flut                                     | 1977 | Tide                                                | 1974       | Tony Westermayr                                        |
| 240 | Robert Silverberg                  | Der neutrale Planet (Erzählungen)                 | 1977 | Neutral Planet                                      | 1974       | Tony Westermayr                                        |
| 241 | John Brunner                       | Probe für die Zukunft                             | 1977 | The Productions of Time                             | 1967       | Tony Westermayr                                        |
| 242 | Philip José Farmer                 | Prometheus                                        | 1977 | Down in the Black Gang                              | 1971       | Tony Westermayr                                        |
| 243 | Christopher Hodder-Williams        | Die Gebetsmaschine                                | 1977 | The Prayer Machine                                  | 1976       | Tony Westermayr                                        |
| 244 | Richard Cowper                     | Die Zeitspirale                                   | 1977 | The Custodians                                      | 1975       | Tony Westermayr                                        |
| 245 | Robert Silverberg                  | Der zweite Trip                                   | 1977 | The Second Trip                                     | 1971       | Tony Westermayr                                        |
| 246 | Frederik Pohl                      | Neue Modelle (Erzählungen)                        | 1977 | The Man who ate the World                           | 1960       | Tony Westermayr                                        |
| 247 | Poul Anderson                      | Planet ohne Wiederkehr                            | 1977 | Planet of no Return                                 | 1974       | Tony Westermayr                                        |
| 248 | Philip K. Dick                     | Die Zeit läuft zurück                             | 1977 | Counter-Clock World                                 | 1967       | Tony Westermayr                                        |
| 249 | Poul Anderson                      | Die Zeit wird kommen                              | 1977 | There Will be Time                                  | 1973       | Tony Westermayr                                        |
| 250 | Robert Silverberg                  | Jetzt: Plus Minus (Erzählungen)                   | 1977 | Unfamiliar Territory                                | 1973       | Tony Westermayr                                        |
| 251 | Frederik Pohl & C. M. Kornbluth    | Katalysatoren                                     | 1977 | The Wonder Effect                                   | 1962       | Tony Westermayr                                        |
| 252 | Philip K. Dick                     | Die rebellischen Roboter                          | 1977 | We Can Build You                                    | 1972       | Tony Westermayr                                        |